# Qoo10

## 簡介
Qoo10是Gmarket的創始人 具永培 以亞洲地區為活動目標而設立的網路購物網站。
現正營運 日本、新加坡、印尼、馬來西亞、中國、香港以及台灣 等亞洲地區的網路購物網站。從GMARKET海外事業部開始,2008年設立GMARKET日本和GMARKET新加坡，2010年 Gmarket 創始人 具永培 和 eBay 的合資企業分社，2012年將Gmarket更名為Qoo10。
Qoo10是由韓國Gmarket原CEO與美國ebay聯手打造出的亞洲購物平台，在亞洲各地都設有分公司並打入當地的市場。貨源大部分也都由各家公司直接送到消費者手上。

## 歷史
- 2008年 1月: Gmarket 日本 開站
- 2008年 11月: Gmarket 新加坡 開站
- 2009年 4月: 創始者 具永培 將 Gmarket 出售給 eBay[2]
- 2010年 4月: eBay和 JOINT VENTURE 公司合資,並跟Gmarket分社
- 2011年 3月: Gmarket 印尼 開站
- 2011年 4月: Gmarket 馬來西亞 開站
- 2011年 9月: Gmarket 全球 開站
- 2012年 6月: Gmarket 更名為Qoo10[3]
- 2013年 1月: Qoo10 中國 開站[4]
- 2016年:網站交易額達 美金8億元 會員人數高達 1100萬
- 2016年 9月: Qoo10 成立 專屬貨運公司
- 2018年 10月: Qoo10 台灣 開站

## 外部連結
- Qoo10 台灣 （页面存档备份，存于）
- Qoo10 全球 （页面存档备份，存于）
- Qoo10 日本 （页面存档备份，存于）
- Qoo10 新加坡 （页面存档备份，存于）
- Qoo10 印尼 （页面存档备份，存于）
- Qoo10 馬來西亞 （页面存档备份，存于）
- Qoo10 香港 （页面存档备份，存于）
- Qoo10 中國 （页面存档备份，存于）
- Qoo10購物平台
- 全球代購購買心得分享
- RHEA SHOP []